# أندري بوركا
أندري بوركا (بالرومانية: Andrei Burcă)‏ هو لاعب كرة قدم روماني في مركز قلب الدفاع، ولد في 15 أبريل 1993 في باكاو في رومانيا يلعب في نادي بني ياس الإماراتي. شارك مع منتخب رومانيا لكرة القدم. أما مع النوادي، فقد لعب مع سي إف آر كلوج ونادي بوتوشاني ونادي الأخدود السعودي ونادي بني ياس الإماراتي.

## وصلات خارجية
- أندري بوركا على موقع الاتحاد الدولي (مؤرشف)  (الإنجليزية)
- أندري بوركا على موقع الاتحاد الأوربي (الإنجليزية)
- أندري بوركا على موقع قاعدة بيانات كرة القدم.إي يو (الإنجليزية)
- أندري بوركا على موقع ناشيونال فوتبول تيمز (الإنجليزية)
- أندري بوركا على موقع Soccerway.com (الإنجليزية)
- أندري بوركا على موقع عالم كرة القدم.نت (الإنجليزية)